# Анита Шрив
Анита Хејл Шрив (енгл. Anita Hale Shreve, Бостон, Масачусетс, 7. октобар 1946 – Њуфилдс, Њу Хемпшир, 29. март 2018)  је била америчка списатељица, углавном позната по својим романима. Једна од њених првих објављених прича, Past the Island, Drifting (Поред острва, лутајући) (објављена 1975), награђена је О. Хенри наградом 1976.

## Ране године и образовање
Рођена у Бостону, најстарија од три ћерке,  Шрив је одрасла у Дедаму у Масачусетсу. Била је члан разреда Средње школе Дедам 1964.
Њен отац, Ричард Харолд Шрив,   је био пилот авиокомпаније за Делта ерлајнс и касније сликар Trompe-l'œil, док је њена мајка, Бибијана Кенеди, била домаћица.
Шрив је дипломирала на Универзитету Тафтс  и била је члан Chi Omega.

## Лични живот
Удала се за Џека Кристенсена, свог првог мужа, док је он завршавао медицину на Харвардској медицинској школи. Упознала је свог другог мужа, Клеја Вескота, у Reading Memorial High School, где су били наставници. Шрив и Вескот су живели у Хингаму, Масачусетс, и учествовали у пројекту породице Вескот за изградњу Алкиона, једрилице од 41 стопу, која је поринута у јануару 1973. Нека од Шривових путовања са Вескотом у Алкиону постала су фикционализована у њеном каснијем писању. Вескот и Шрив су се венчали 1975. и заједно отишли у Кенију, где је Вескот добио посао на Харвардском институту за међународни развој док је завршавао докторат. Вескот и Шрив су се 1978. растали и вратили у САД.
Године 1980. поново се удала, овог пута за Џона Клеманса, фотографа којег је упознала у Viva Magazine, у Најробију, и са којим је имала двоје деце, Кристофера и Кетрин. Удала се по четврти пут, 1999. године, за Џона Озборна, брокера осигурања, и остала са њим до своје смрти. 

## Каријера
Шрив је предавала у средњој школи Reading Memorial пре него што је прешла у средњу школу Хингам. Шрив је желела да постане писац, али није било лако. Вескот и Шрив су имали зид свог стана прекривен свим обавештењима о одбијању које је она добијала. Док је била у Кенији, Шрив је радила као заменик уредника Viva Magazine, награђиваног кенијског издања под управом Салима Лоуна. Неке од Шривових кенијских авантура завршиле су и у њеним књигама. Једна књига, A Change in Altitude (Промена надморске висине), била је измишљена прича о пењању на врх планине Кенија који су Вескот и Шрив урадили са својим пријатељима Мери и Ричардом Оутсом. У стварној причи, били су близу врха планине, а Мери се оклизнула на леду, али ју је водич ухватио пре него што је пала са ивице. У Шривојој верзији, Мери је пала са ивице и умрла. Шрив је била весела особа, али су њене приче често биле трагичне.
Наставила је да ради као слободни новинар.  Године 1999, док је предавала креативно писање на Amherst College, позвала ју је Опра Винфри, бирајући роман The Pilot's Wife (Пилотова жена) за свој клуб за књиге. Од тада су Шривови романи продати у милионима примерака широм света. 
Године 2000. по њеном роману The Weight of Water (Тежина воде) снимљен је истоимени филм у режији Кетрин Бигелоу са Шоном Пеном, Саром Поли и Елизабет Харли у главним улогама. Две године касније, њен роман Resistance (Отпор) постао је истоимени филм у којем су глумили Бил Пакстон и Џулија Ормонд. Исте године, CBS је објавио Пилотову жену као филм недеље са Кристин Лати и Џоном Хердом у главним улогама.

## Смрт и наслеђе
Умрла је 29. марта 2018. у свом дому у Њуфилдсу, Њу Хемпшир, од рака. Имала је 71.
Након њене смрти, њен супруг Џон Озборн поклонио је збирку њених књига средњој школи Дедам. Књиге су уручене на посебној церемонији којој су присуствовали Озборн и неколико њених другова из разреда.  Књиге су изложене у посебној кутији у библиотеци са спомен плочом. 

## Награде и почасти
- 1999: Клуб књига Опре Винфри, The Pilot's Wife (Пилотова жена)
- 1998: Ужи избор за Женску награду за белетристику, The Weight of Water (Тежина воде)
- 1998: Л.Л. Винсхип/ПЕН Награда Нове Енглеске, The Weight of Water (Тежина воде)
- 1976: Награда О. Хенрија, Past the Island, Drifting

### Романи
- Past the Island, Drifting (Поред острва, лутајући) (1975).
- Eden Close (1989).
- Strange Fits of Passion (Чудни напади страсти) (1991).
- Where or When (Где или када) (1993).
- Resistance (Отпор) (1995).
- The Weight of Water (Тежина воде) (1997).
- The Pilot's Wife (Пилотова жена) (1998).
- Fortune's Rocks (1999) [14]
- The Last Time They Met (Последњи сусрет) (2001).
- Sea Glass (Морско стакло) (2002).
- All He Ever Wanted (Све што је икада желео) (2003).
- Light on Snow (Светло на снегу) (2004).
- A Wedding in December (Венчање у децембру) (2005).
- Body Surfing (Сурфовање тела) (2007).
- Testimony (Сведочење) (2008).
- A Change in Altitude (Промена надморске висине) (2009).
- Rescue (Спасавање) (2010).
- Stella Bain (Стела Бејн) (2013).
- The Stars Are Fire (Звезде су ватра) (2017).

### Документарна литература
- Remaking Motherhood: How Working Mothers are Shaping Our Children's Future (Обнављајући мајчинство: Како запослене мајке обликују будућност наше деце) (1987).
- Women Together, Women Alone: The Legacy of the Consciousness-Raising Movement (Жене заједно, жене саме: наслеђе покрета за подизање свести) (1989).